# K'Alch'En
K'Alch'En es una localidad del municipio de Larráinzar ubicado en la región de Los Altos del estado mexicano de Chiapas.

## Geografía
La localidad de K'Alch'En se sitúa en las coordenadas geográficas 16°56′30″N 92°46′24″O / 16.9416700, -92.7733300, a una elevación de 1,940 metros sobre el nivel del mar.

## Demografía
Según el Censo de Población y Vivienda 2020, efectuado por el Instituto Nacional de Estadística y Geografía, la localidad de K'Alch'En tiene 15 habitantes, de los cuales 7 son del sexo masculino y 8 del sexo femenino. Su tasa de fecundidad es de 3.6 hijos por mujer y tiene 4 viviendas particulares habitadas.
| Gráfica de evolución demográfica de K'Alch'En entre 2010 y 2020 |
|                                                                 |
| INEGI.                                                          |